# Roeien op de Olympische Zomerspelen 2016 – Dubbel-vier mannen
De dubbel-vier mannen op de Olympische Zomerspelen 2016 vond plaats van zaterdag 6 tot en met donderdag 11 augustus 2016. Regerend olympisch kampioen was Duitsland, dat in Rio de Janeiro de titel succesvol verdedigde. De competitie bestond uit meerdere ronden, beginnend met de series en herkansingen om het deelnemersveld van de finales te bepalen. Er werden twee finales geroeid. Alleen de roeiers in de tweede finale deden nog mee om de medailles; de deelnemers aan de eerste finale vielen al eerder af. Zij raceten nog om zo de totale ranglijst te kunnen vaststellen. Concluderend moest een boot in zijn serie bij de eerste twee eindigen (of bij de eerste twee in de herkansing) om de A-finale te bereiken.
De series vonden plaats op zaterdag 6 augustus 2016, een dag later gevolgd door de herkansingen. De finales volgden op 11 augustus 2016.

## Resultaten

### Series
De beste twee boten van elke serie plaatsten zich voor de finale. De drie overige boten probeerden in de herkansingen zich alsnog te kwalificeren.

#### Serie 1
| rang | naam                                                        | land          | tijd    |   |
| ---- | ----------------------------------------------------------- | ------------- | ------- | - |
| 1    | Andrei Jämsä Allar Raja Tõnu Endrekson Kaspar Taimsoo       | Estland       | 5:51.71 | Q |
| 2    | Dmytro Mikhai Artem Morozov Oleksandr Nadtoka Ivan Dovgodko | Oekraïne      | 5:52.90 | Q |
| 3    | Philipp Wende Lauritz Schoof Karl Schulze Hans Gruhne       | Duitsland     | 5:53.63 | H |
| 4    | Nathan Flannery John Storey George Bridgewater Jade Uru     | Nieuw-Zeeland | 5:59.13 | H |
| 5    | Julien Bahain Robert Gibson Will Dean Pascal Lussier        | Canada        | 6:34.55 | H |

#### Serie 2
| rang | naam                                                                           | land             | tijd    |   |
| ---- | ------------------------------------------------------------------------------ | ---------------- | ------- | - |
| 1    | Karsten Forsterling Alexander Belonogoff Cameron Girdlestone James McRae       | Australië        | 5:50.98 | Q |
| 2    | Mateusz Biskup Wiktor Chabel Dariusz Radosz Mirosław Ziętarski                 | Polen            | 5:51.28 | Q |
| 3    | Nico Stahlberg Augustin Maillefer Roman Röösli Barnabé Delarze                 | Zwitserland      | 5:51.52 | H |
| 4    | Jack Beaumont Sam Townsend Angus Groom Peter Lambert                           | Groot-Brittannië | 5:52.77 | H |
| 5    | Dovydas Nemeravičius Martynas Džiaugys Dominykas Jančionis Aurimas Adomavičius | Litouwen         | 5:58.70 | H |

### Herkansing
De beste twee boten plaatsten zich voor de A-finale.
| rang | naam                                                                           | land             | tijd    |    |
| ---- | ------------------------------------------------------------------------------ | ---------------- | ------- | -- |
| 1    | Philipp Wende Lauritz Schoof Karl Schulze Hans Gruhne                          | Duitsland        | 5:51.43 | QA |
| 2    | Jack Beaumont Sam Townsend Angus Groom Peter Lambert                           | Groot-Brittannië | 5:53.10 | QA |
| 3    | Dovydas Nemeravičius Martynas Džiaugys Dominykas Jančionis Aurimas Adomavičius | Litouwen         | 5:55.78 | QB |
| 4    | Nico Stahlberg Augustin Maillefer Roman Röösli Barnabé Delarze                 | Zwitserland      | 5:56.13 | QB |
| 5    | Julien Bahain Robert Gibson Will Dean Pascal Lussier                           | Canada           | 5:56.28 | QB |
| 6    | Nathan Flannery John Storey George Bridgewater Jade Uru                        | Nieuw-Zeeland    | 5:58.92 | QB |

### Finales
In twee finales werd de totale eindranglijst opgesteld.

#### Finale B
| rang | naam                                                                           | land          | tijd    |  |
| ---- | ------------------------------------------------------------------------------ | ------------- | ------- |  |
| 7    | Nico Stahlberg Augustin Maillefer Roman Röösli Barnabé Delarze                 | Zwitserland   | 6:11.18 |  |
| 8    | Julien Bahain Robert Gibson Will Dean Pascal Lussier                           | Canada        | 6:13.55 |  |
| 9    | Dovydas Nemeravičius Martynas Džiaugys Dominykas Jančionis Aurimas Adomavičius | Litouwen      | 6:15.16 |  |
| 10   | Nathan Flannery John Storey George Bridgewater Jade Uru                        | Nieuw-Zeeland | 6:18.92 |  |

#### Finale A
| rang   | naam                                                                     | land             | tijd    |  |
| ------ | ------------------------------------------------------------------------ | ---------------- | ------- |  |
| Goud   | Philipp Wende Lauritz Schoof Karl Schulze Hans Gruhne                    | Duitsland        | 6:06.81 |  |
| Zilver | Karsten Forsterling Alexander Belonogoff Cameron Girdlestone James McRae | Australië        | 6:07.96 |  |
| Brons  | Andrei Jämsä Allar Raja Tõnu Endrekson Kaspar Taimsoo                    | Estland          | 6:10.65 |  |
| 4      | Mateusz Biskup Wiktor Chabel Dariusz Radosz Mirosław Ziętarski           | Polen            | 6:12.09 |  |
| 5      | Jack Beaumont Sam Townsend Angus Groom Peter Lambert                     | Groot-Brittannië | 6:13.08 |  |
| 6      | Dmytro Mikhai Artem Morozov Oleksandr Nadtoka Ivan Dovgodko              | Oekraïne         | 6:16.30 |  |